# Bamir Topi

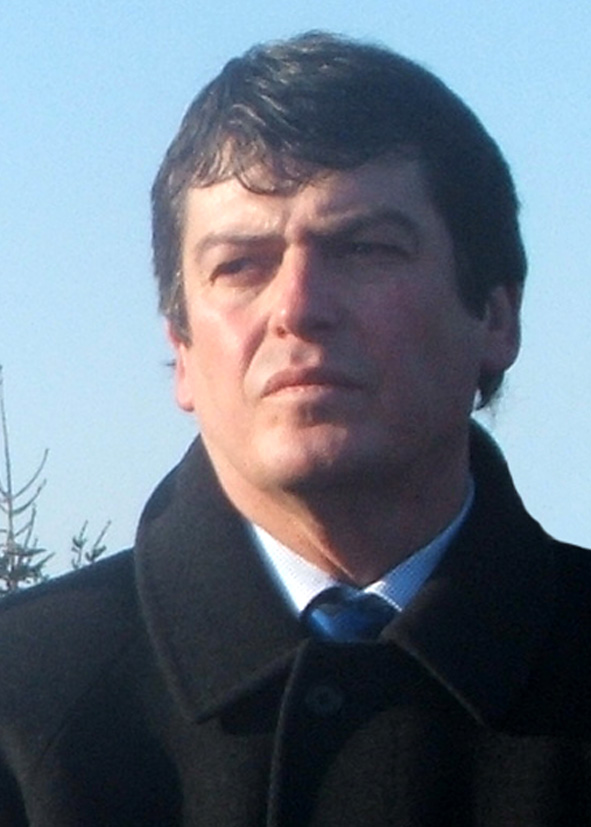
Bamir Topi

Bamir Myrteza Topi (n. 24 aprilie 1957, Tirana) este un om politic albanez, membru al Partidului Democrat. El a îndeplinit funcția de președinte al Albaniei din 24 iulie 2007 pana în 2012, când a fost precedat de Alfred Moisiu.
1. ↑  Bamir Topi, Munzinger Personen, accesat în 9 octombrie 2017